# Юстин (Бойко)
Юстин Бойко (у миру Юрій Бойко; нар. 26 травня 1977, с. Дора, Івано-Франківська область) — український релігійний діяч, ієромонах-студит, письменник, блогер, доктор богослов'я та патристичних наук Папського Патристичного Інституту «Августиніянум» в Римі (2012).

## Життєпис
Юстин (Юрій) Бойко народився 26 травня 1977 року в селі Дора, яке нині є частиною міста Яремче Івано-Франківської області.
1994 року вступив до монастиря монахів Студійського Уставу УГКЦ, де в 1998 році склав Богові вічні обіти.
У 2000 році закінчив Люблінський католицький університет та вищу духовну семінарію в Польщі.
1 квітня 2001 року рукопокладений в сан священника Блаженнішим Любомиром Гузаром.
У 2001 році був призначений Прокуратором монастирів Студійського уставу при Святому Престолі.
2005 року закінчив навчання в Патристичному інституті «Августиніянум» Папського Латеранського університету; у 2005—2006 році навчався тут на докторантських студіях.
24 травня 2012 року захистив докторську дисертацію в Патристичному інституті «Августиніянум» на тему: «Постать святого Климента Римського в агіографічній і літургічній старослов'янській рукописній літературі» (італ. La figura di San Clemente Romano nella letteratura agiografica e liturgica manoscritta paleoslava; керівник професор Яків Куліч). На 635 сторінках Юстин Бойко розмістив найповнішу збірку старослов'янських рукописів (кілька документів опубліковані вперше) з бібліотек України, Греції, Росії, Італії, Хорватії, Іспанії, США та Польщі, які присвячені Папі Клименту званому Римським, який був безпосереднім учнем святого Апостола Петра, був засланий до Херсонесу (Крим) за ревну проповідь християнської віри, де і помер мученицькою смертю. Міжнародна професорська комісія надала дисертації найвищу оцінку «MAGNUM CUM LAUDE», з рекомендацією до публікації повністю.
З 2015 до 2017 року був настоятелем Свято-Іванівської Лаври Студійського Уставу УГКЦ. В часі його настоятельства розпочалися процеси по відновленню цієї монашої обителі, яка була заснована праведним митрополитом Андреєм Шептицьким у 1927 році. Зокрема, його стараннями було організовано дві міжнародні наукові конференції, присвячені історії Свято-Іванівської Лаври, відновлено монаший цвинтар, споруджено каплицю над кератом, відкрито та відновлено фрески у каплиці колишнього головного корпусу монастиря. Найбільшим його старанням було присвоєння Музею народної архітектури та побуту у Львові імені Климентія Шептицького та визначення пріоритетів його розвитку.
Від 4 січня 2018 — Синкел у справах монашества Львівської архиєпархії УГКЦ. Організатор щорічної прощі до Унівської лаври.

## Доробок
Автор 300 статей на морально-етичну, духовну, суспільно-громадську та політичну тематики; близько 50 статей присвячені праведному митрополитові Андрею та блаженному Климентію Шептицьким, історії Студійського чернецтва в Україні.
2018 року презентував книгу «Розмови з Богом за кавою».
У 2019 році під час опрацювання документів у Центральному державному історичному архіві (м. Львів) віднайшов неопублікований заповіт митрополита Андрея Шептицького.